# Anthurium andicola
Anthurium andicola Liebm., 1849 è una pianta della famiglia delle Aracee, endemica del Messico.